# Walter Josef Schmidt
Walter Josef Schmidt (* 11. August 1923 in Urbau; † 2. April 2010) war ein österreichischer Geologe sowie Hochschullehrer.

## Leben
Der in Urbau in der Nähe von Retz geborene, in Wien aufgewachsene Walter Josef Schmidt, widmete sich nach der Matura dem Studium der Geologie an der Universität Wien, dort promovierte er 1949 mit einer Dissertation unter Leopold Kober und Felix Machatschki über die „Matreier Zone“ zum Dr. phil. Schmidt habilitierte sich vier Jahre später an der Technischen Hochschule in Wien für das Fach „Geologie mit besonderer Berücksichtigung der technischen Geologie“.
Schmidt begann seine berufliche Laufbahn 1948 als halbtagsbeschäftigte wissenschaftliche Hilfskraft am Geologischen Institut bei Kober, im Folgejahr wechselte er in die Bodenschätzung am Finanzministerium, 1950 trat er eine Assistentenstelle am Geologischen Institut der Technischen Hochschule Wien bei Alois Kieslinger an. 1956 übersiedelte Schmidt nach New York, dort war er als General Manager für die Bergbaufirmen Texas Gulf, Conorada Petroleum Company, Continental Oil Company sowie American Cyanid Company tätig.
Nachdem er sich 1972 ins Privatleben zurückgezogen hatte, folgte er 1976 dem Ruf auf das Ordinariat für Prospektion, Lagerstättenlehre und Mineralwirtschaft an die Montanuniversität Leoben, das er bis 1992 innehielt. Zusätzlich fungierte Walter Josef Schmidt von 1982 bis 1990 als Kurator beim Fonds zur Förderung der wissenschaftlichen Forschung (FWF) sowie von 1991 bis 1995 als Vorsitzender der Österreichischen Geologischen Gesellschaft, zu deren Ehrenmitglied er 1998 ernannt wurde.

## Schriften
- Geologie des neuen Semmeringtunnel, Springer, Wien 1952
- Geologie und Erzführung der Chromitkozession Basören (Anatolien), Springer, Wien 1954
- Die tertiaeren Würmer Österreichs: (mit 2 Tabellen und 8 Tafeln), Springer, Wien 1955
- Tendenzen in den Ölverträgen des Mittleren Ostens, Hammer-Purgstall-Gesellschaft, Wien, 1960